# إدير واعلي
إدير واعلي (مواليد 21 مايو 1988 في روبيكس - فرنسا) لاعب كرة قدم فرنسي يلعب حاليا لصالح نادي الدرجة الأولى لومان الفرنسي منذ 2010 في مركز الوسط المحوري .

## روابط خارجية
- إدير واعلي على موقع اتحاد تركيا (لاعب) (الإنجليزية)
- إدير واعلي على موقع قاعدة بيانات كرة القدم.إي يو (الإنجليزية)
- إدير واعلي على موقع بيانات كرة القدم. دي إي (الألمانية)
- إدير واعلي على موقع Soccerway.com (الإنجليزية)
- إدير واعلي على موقع عالم كرة القدم.نت (الإنجليزية)
- إدير واعلي على موقع كووورة
- إدير واعلي على موقع AS.com (الإسبانية)